# GEN H-4
El GEN H-4 es un mini-helicóptero el cual viene en kit para armar, creado por la compañía japonesa GEN Corporation. Utiliza cuatro motores de cilindros opuestos de dos tiempos para poder funcionar.

## Diseño
El H-4 soluciona el problema del par de giro mediante el empleo de dos rotores coaxiales contrarrotativos, por lo que carece de rotor de cola. Las palas son de paso fijo, con lo que carecen de la capacidad de autorrotación, sin embargo, debido a que dispone de cuatro motores tiene una gran redundancia ante fallos de motor.
El control de alabeo y cabeceo se consigue mediante la inclinación de la plataforma que soporta los motores y la transmisión, mientras que la guiñada se controla mediante un diferencial que varía la velocidad de uno de los rotores.
El aparato en vacío pesa 70 kilogramos, siendo el peso máximo al despegue de 220 kilogramos, piloto incluido. El techo de vuelo es de 3.000 metros, y es capaz de alcanzar una velocidad máxima de 90 km/h.
Debido a su bajo peso, logra una gran eficiencia de consumo de combustible, además de servir de plataforma para otros componentes. En la actualidad el H-4 aún no ha recibido certificado de tipo de la FAA o de EASA. 

## Variantes
- H-4: Versión original.
- H-4E: Versión de propulsión con motor eléctrico.
- H-4R: Versión pilotada por control remoto.

## Especificaciones (GEN H-4)

### Características generales
- Tripulación: 1
- Diámetro rotor principal: 4 m (13,1 ft)
- Peso vacío: 70 kg (154,3 lb)
- Peso máximo al despegue: 220 kg (484,9 lb)
- Planta motriz: 4× motor boxer de dos tiempos GEN-125-F.
  - Potencia: cada uno.
- Hélices: hélice bipala coaxial contrarrotatoria

### Rendimiento
- Velocidad máxima operativa (Vno): 200 km/h (124 MPH; 108 kt)
- Velocidad crucero (Vc): 100 km/h (62 MPH; 54 kt)
- Techo de vuelo: 3000 m (9843 ft)
- Régimen de ascenso: 4 m/s (787 ft/min)